# منطقه شکارممنوع كوه نودرهنگ
منطقه شکارممنوع كوه نودرهنگ شهرستان زرند (استان کرمان - ایران)جدول-فهرست-مناطق با ‪ ۲۵۰‬هزارهکتار وسعت در ۴۳ کیلومتری زرند و ۴۵ کیلومتري رفسنجان قرار گرفته و از سال ‪ ۱۳۶۶‬ با همین عنوان حفاظت می‌شود.
این منطقه بین کویر نوق و دشت سیریز و بافق یزد قرار گرفته و کوهستان‌های مرتفع با اقلیم نیمه‌خشک و دامنه‌های خشک کویری دارد.
پوشش گیاهی غالب این منطقه درمنه همراه با کاروان‌کش، قیچ و معدودی گونه در ارتفاعات پوشش درختچه‌ای و درختی بنه، انجیر و بادام وحشی و در حاشیه آن نیز دارای تاغ، اسکنبیل و شور می‌باشد.
مهمترین جانوران این منطقه آهو، قوچ، میش، کل و بز، پلنگ، گرگ، روباه، کفتار، خرگوش، کبک، تیهو، باقرقره و هوبره هستند.
حضور گونه بسیار ارزشمند پلنگ ایرانی (در معرض خطر انقراض) در این منطقه با تعبیه دوربین تله‌ای توسط حفاظت محیط زیست شهرستان زرند کرمان در ۳ فروردین ۱۳۹۹ با موفقیت فیلم‌برداری و ثبت شده‌است ضبط و ثبت تصاویر پلنگ برای اولین مرتبه در منطقه شکار ممنوع نودرهنگ کرمان توسط دوربین تله‌ای صورت گرفته است.